# АК-47
7,62-мм автомат Калашникова зразка 1947 року — автоматична зброя, розроблена 1947 року, перша і найпоширеніша модель автомата Калашникова.

## Історія

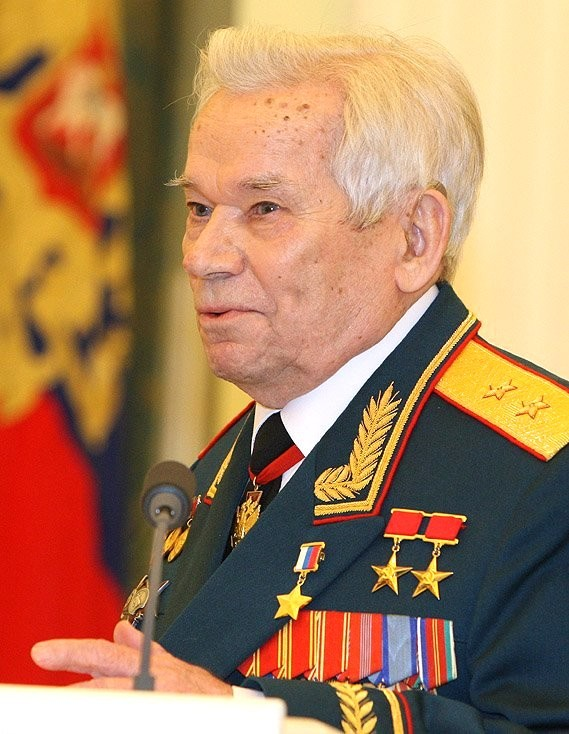
«Батько» Автомата Калашникова старший сержант Михайло Калашников

Після ухвалення в 1943 році на озброєння 7,62-мм проміжного патрона конструкції Н. М. Єлизарова і Б. В. Семіна розгорнулися роботи зі створення нової системи стрілецького озброєння під цей набій. Для заміни пістолет-кулеметів розроблялася нова індивідуальна автоматична зброя — автомат зі змінним магазином і перемикачем режимів вогню; магазинного карабіна — самозарядний карабін з постійним магазином; ручного кулемета гвинтівкового калібру — полегшений ручний кулемет з магазинним або стрічковим живленням. Роботи над автоматом були початі А. І. Судаєвим, що створив у 1944 році ряд оригінальних конструкцій, потім до розробок підключилися інші конструктори.
Займався розробкою зброї під проміжний набій і самоучка Михайло Тимофійович Калашников. У 1946 році він представив на конкурс свій зразок автомата, в якому були об'єднані конструктивні особливості багатьох раніше створених моделей зброї. Цей автомат успішно витримав випробування і показав задовільні результати. М. Т. Калашников під керівництвом кваліфікованих і досвідчених інженерів-конструкторів істотно модифікував свій автомат, який у другій частині конкурсу, що проводився в 1947 році, був рекомендований до ухвалення на озброєння. У результаті прототип автомата Калашникова перевершив зразки В. А. Дегтярева, З. Р. Симонова, Н. У. Рукавішникова, К. А. Баришева та інших конструкторів. Після завершення військових випробувань автомат був прийнятий на озброєння Радянської Армії і отримав позначення АК («7,62-мм автомат Калашникова зразка 1947 року»). Цей автоматичний карабін на випробуваннях виявився найкращим за більшістю показників, і в 1949 році на озброєння СРСР був прийнятий його остаточний варіант під назвою «7,62-мм автомат Калашникова зразка 1947 року» і під індексом 56А212.

## Питання авторства
Згідно з офіційною радянською, а потім і російською історіографією, автомат створив вмілець-самоучка Михайло Калашников, що походив з багатодітної розкуркуленої селянської родини з Алтаю. На час створення перших зразків автомата в 1944 році Калашников був 25-річним сержантом радянської армії, освітою мав тільки сільську школу 7-річку та курси механіків-водіїв танку.
Досі нез'ясованим залишається доля участі у створенні зброї колективу полонених німецьких інженерів-конструкторів на чолі з Хуго Шмайссером (нім. Hugo Schmeisser, 1884—1953), що після війни в вигляді «трофейної рабсили» були примусово вивезені до Радянського Союзу в місто Іжевськ. Певна зовнішня схожість АК з «Sturmgewehr 44» (1943 р.випуску) існує, але АК та «Sturmgewehr 44» мають принципові відмінності: у АК знімається кришка ствольної коробки, а у «Sturmgewehr 44» відкидається униз на штифті коробка УСМ разом з рукояткою керування
вогнем. Відрізняються також механізм запирання ствола (поворотний затвор у АК та перекіс затвора у  Sturmgewehr 44") та ударно-спускові механізми. Відмінності добре видно при порівнянні StG-44  та АК у розібраному вигляді . Набагато більше спільних рис можна виявити в конструкціях «Sturmgewehr 44» та M16, що добре помітно під час розбирання цих зразків стрілецької зброї.

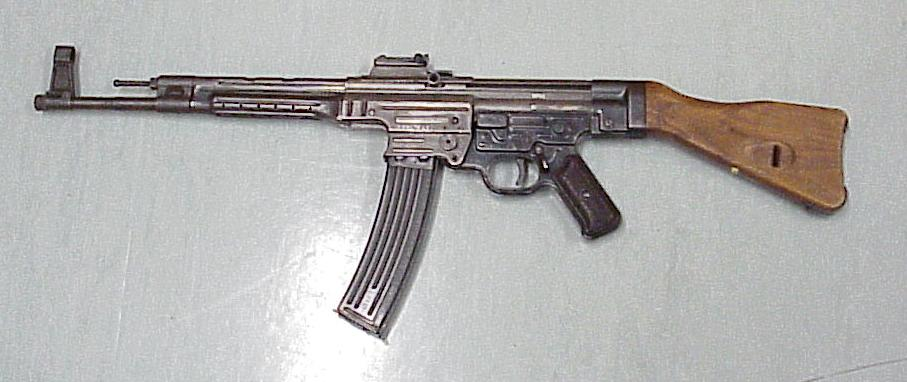
Штурмова гвинтівка Г.Шмайсера «StG 44» 1944 р.

Після захоплення Радянської армією Тюрингії навесні 1945, зброярська фірма Шмайсера «Генель» («C.G. Haenel») опинилась в зоні радянської окупації. До цього Гуго Шмайсер, як «батько» «Самозарядного карабіну Шмайсера» та багатьох інших видів стрілецької зброї для Вермахту а також його фірма із міста зброярів Зуль були не менш відомі в Німеччині ніж фірми «Сімон» та «Вальтер».
В серпні 1945 фірма «Генель» за наказом радянської адміністрації виготовила 50 штук StG-44, що вже був до цього на озброєнні вермахту, і передала їх Червоній Армії на технічну експертизу. Після цього радянська окупаційна адміністрація конфіскувала 10.785 аркушів із кресленнями та технічною документацією StG 44. У жовтні 1946
Гуґо Шмайсеру в примусовому порядку (як і всім німецьким фахівцям, що опинилися на підконтрольній СРСР території, у всіх без винятку галузях військової техніки) наказують як фахівцеві зі стрілецької зброї поїхати на декілька років у Радянський Союз на Урал. Це розпорядження стосувалося і всіх інших відомих конструкторів зброї з міста Зуль. Їм дозволено взяти з собою сім'ї. Німецькі фахівці прибувають 24.10.1946 на особливому потягу до Удмуртії. Після прибуття Гуґо Шмайсера в КБ іжевського заводу «Іжмаш», він і решта фахівців були поселені в столиці Удмуртії — місті Іжевськ. Там, окрім Шмайсера, з'явились такі талановиті зброярі як Бранітцке, Шинк, Вернер Грюнер. Гуго Шмайсер був звільнений та повернувся до Німеччини в 1952 році та невдовзі помер.
Жодних документальних підтверджень участі Гуґо Шмайсера у створенні АК не існує.
Цікавим фактом є те, що в наш час навіть в експозиції російського Музейного комплексу стрілецької зброї імені М. Т. Калашникова (м. Іжевськ) немає жодного патенту або авторського свідоцтва на винаходи М. Калашникова з конкретним описом змісту винаходу. В представлених документах вказано тільки, що вони видані «за винахід в галузі військової техніки». В експозиції авторських свідоцтв також нема ані рефератів, ані описів винаходів власне Калашникова, тому їх зв'язок із автоматом АК нез'ясований. Це також стосується й дат видачі свідоцтв. В експозиції присутній тільки патент на автоматичну зброю «Автомат Калашникова», виданий у 1997 р. «Євразійським Патентним відомством» (заявка № 970145) групі осіб, серед котрих — Михайло Калашников та його син Віктор.

## Модифікації

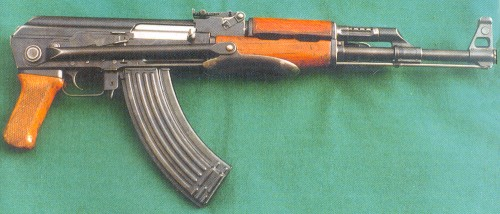
АКС — модифікація АК із складним прикладом. Приклад поворотом складається під дульну коробку і цівку

- АК — 7,62-мм автомат Калашникова зразка 1947 року (індекс ГРАУ — 56А212)
- АКН — 7,62-мм автомат Калашникова зразка 1947 року з планкою для установки прицілу нічного бачення (індекс ГРАУ — 56А212Н)
- АКС — 7,62-мм автомат Калашникова зразка 1947 року з складним прикладом
- АКСН — 7,62-мм автомат Калашникова зразка 1947 року з складним прикладом і планкою для установки прицілу нічного бачення

## Будова
Автомат складається з таких основних частин і механізмів:
1. ствола зі ствольною коробкою, прицільним пристроєм, прикладом і пістолетною рукояткою;
2. кришки ствольної коробки;
3. затворної рами з газовим поршнем;
4. затвора;
5. поворотного механізму;
6. газової трубки зі ствольною накладкою;
7. ударно-спускового механізму;
8. цівки;
9. Магазин;
10. дулового гальмо-компенсатора.

До комплекту також входять багнет-ніж, сумка для магазинів і шомпол

## Порядок неповного розбирання і збирання
Розбирання
1. Від'єднати магазин. Вимкнути запобіжник, відвести затвор і переконатися у відсутності набою в набійнику, натиснути на цингель[7].
2. Натиснувши на кришку гнізда прикладу, витягнути пенал.
3. Відтягнувши вниз головку шомпола, відділити його від автомата.
4. Натиснути на напрямний стержень зворотньої пружини і зняти кришку ствольної коробки.
5. Витягнути зворотню пружину з напрямним стрижнем.
6. Потягнути рукоятку взведення назад і витягти затворну раму з затвором.
7. Перевернути затворну раму. Повернути затвор і витягнути його з затворної рами.
8. Підняти прапорець замикача газової трубки і від'єднати газову трубку із стволовою накладкою.

Збирання зброї проводити в зворотному порядку.

## Подальший розвиток
В 1959 році автомат Калашникова був модернізований з метою зменшення ваги й підвищення купчастості стрільби. Новий автомат отримав назву АКМ — 7,62-мм автомат Калашникова зразка 1947 року модернізований.